# Being as an Ocean
Being as an Ocean es una banda americana de post-hardcore Cristiano de Alpine, California, formada en el año 2011. Han sacado cinco álbumes de estudio: Dear G-d..., How We Both Wondrously Perish, un álbum homónimo, Waiting for Morning to Come y Proxy. An A.N.I.M.O Story. How We Both Wondrously Perish fue sacado en mayo del 2014 y estuvo en la lista de exitos en el puesto n° 57 en la Billboard 200 en los EE.UU.

## Miembros
| Miembros actuales - Joel Quartuccio – Voz (2011–Presente) - Tyler Ross – Guitarra líder (2011–presente) - Ralph Sica – Bajo (2011–presente) - Michael McGough – Guitarra rítmica, voz (2013–presente) Miembros anteriores - Shad Hamawe – batería, percusión (2011–2013) - Jacob Prest – guitarra rítmica, coros (2011–2013) - Connor Denis – batería, percusión (2013–2015) Miembros de tour - Garrett Harney - batería (2019) - Anthony Ghazel – batería (2017–presente) - Jesse Shelley – batería (2015–2017) |

Cronología

## Discografía
Álbumes de estudio
| Año  | Título                           | Discográfica    |
| ---- | -------------------------------- | --------------- |
| 2012 | "Dear G-d..."                    | InVogue Records |
| 2014 | "How We Both Wondrously Perish"" | InVogue Records |
| 2015 | "Being as an Ocean"              | InVogue Records |
| 2017 | "Waiting for Morning to Come"    | Independiente   |
| 2019 | "Proxy: An A.N.I.M.O. Story"     | Independiente   |

Otros lanzamientos
- "The Hardest Part Is Forgetting Those You Swore You Would Never Forget" y "Humble Servant, Am I" - Dear G-d... demos (2011, independiente)
- "The People Who Share My Name" - Dear G-d... B-side (2013, InVogue Records)

## Videografía
| Año  | Canción                                                                  | Álbum                         |
| ---- | ------------------------------------------------------------------------ | ----------------------------- |
| 2012 | "Dear G-d..."                                                            | Dear G-d...                   |
| 2012 | "The Hardest Part Is Forgetting Those You Swore You Would Never Forget"" | Dear G-d...                   |
| 2013 | "Salute e Vita"                                                          | Dear G-d...                   |
| 2013 | "Nothing, Save the Power They're Given"                                  | Dear G-d...                   |
| 2014 | "L'exquisite Douleur""                                                   | How We Both Wondrously Perish |
| 2014 | "Mediocre Shakespeare""                                                  | How We Both Wondrously Perish |
| 2015 | "Death's Great Black Wing Scrapes the Air"                               | How We Both Wondrously Perish |
| 2015 | "Little Richie"                                                          | Being as an Ocean             |
| 2016 | "Dissolve"                                                               | Waiting For Morning To Come   |
| 2017 | "This Loneliness Won’t Be The Death Of Me"                               | Dear G-d...                   |
| 2018 | "OK"                                                                     | Waiting For Morning To Come   |
| 2018 | "Alone"                                                                  | Waiting For Morning To Come   |
| 2019 | "Glow"                                                                   | Waiting For Morning To Come   |
| 2019 | "Play Pretend"                                                           | Proxy: An A.N.I.M.O. Story    |
| 2019 | "Find Our Way"                                                           | Proxy: An A.N.I.M.O. Story    |